# Château de Tong
Pour les articles homonymes, voir Tong (homonymie).
Le château de Tong est une très grande maison de campagne essentiellement gothique du Shropshire située entre Wolverhampton et Telford, dans un parc aménagé par Capability Brown, sur le site d'un château médiéval du même nom.

## Histoire
Le château d'origine est construit au XIIe siècle. Pendant la guerre civile, il est défendu pour le roi par William Careless et ensuite par George Mainwaring. La structure originale est démolie en 1765 après que le domaine ait été acheté par George Durant au duc de Kingston qui construit la maison actuelle.
Le bâtiment est décrit à la fois comme un « bâtard architectural » et, de manière plus flatteuse, comme « le premier véritable bâtiment gothique du Shropshire ». Même si à première vue apparaissent quelques anomalies de conception, comme les dômes en accolade qui, bien que de forme gothique, rappellent davantage le style de la Renaissance anglaise, la maison est en réalité dans le style gothique de Strawberry Hill popularisé par Horace Walpole.
George Durant achète le domaine de Tong en 1764 et charge Lancelot "Capability" Brown de fournir des plans pour la reconstruction du château et l'amélioration du paysage autour du château en 1765,. Le livre de comptes de Brown montre un paiement adressé à Durant en 1765 pour « Divers plans pour les modifications du château de Tong. Mes voyages là-bas à plusieurs reprises », couvrant à la fois la maison et le terrain, et ce qui en fait la première commande de Brown dans le Shropshire. Les plans d'eau au nord et au sud du château sont  modifiés pour créer une église ou un bassin nord et le bassin sud serpentin et deux lacs plus grands sont ajoutés selon les plans de Capability Brown. Le potager est éloigné de la maison et il est suggéré que Brown est responsable de l'installation d'une glacière. Le château Tudor de Tong est rénové dans le style gothique, ne conservant que le bloc principal du château en briques rouges du XVIe siècle. Une partie de la pierre du collège qui se trouvait près de l'église de Tong est réutilisée dans le nouveau bâtiment.
La maison gothique de Walpole à Strawberry Hill est commencée en 1749, agrandie en 1760 et achevée en 1776. Ainsi, la date relativement précoce de 1765 pour la construction du château de Tong dans ce style assez rare, aurait aujourd'hui fait de Tong une avant-première architecturale. Les tours et frontons crénelés associés aux fenêtres à carreaux, plutôt que gothiques traditionnelles, couronnées par des courbes en ogée, sont typiques de ce style, tout comme les généreuses baies vitrées avec des fenêtres circulaires et des motifs cruciformes dans les niveaux supérieurs. Le gothique de la fin du XIXe siècle avait tendance à être plus ecclésiastique et d'ambiance sombre, avec des pièces sombres éclairées par des fenêtres à lancettes, tandis que le gothique antérieur a des fenêtres plus grandes et une « joie de vivre » de conception que l'on ne retrouve pas dans les versions ultérieures du style.
En 1756, Maria Anne Fitzherbert (née Mary Ann Smythe) est née au château de Tong, dans la salle rouge alors qu'il appartient encore au duc de Kingston. Elle est peut-être sa fille illégitime. Mme Fitzherbert épouse George IV (quand il est prince de Galles) après avoir été veuve deux fois. Elle meurt à Brighton en 1837 sans être officiellement reconnue comme l'épouse de George IV en raison de sa religion catholique et du fait que la sanction officielle du mariage n'a pas été donnée par le père de George, le roi George III.
La maison passe de la famille Durant en 1854 au comte de Bradford. Le comte n'a pas envie de vivre à Tong mais agrandit son domaine dans la région et loue la maison, principalement à la famille Hartley de Wolverhampton qui la loue entre 1856 et 1909.
En 1911, la maison est endommagée par un incendie et n'est pas restaurée, devenant de plus en plus instable jusqu'à sa démolition en 1954, et le site fait actuellement partie du tracé de l'autoroute M54. Des éléments du travail de Capability Brown sont encore visibles à Tong, notamment les fondations du château, le bassin de l'église et des bosquets de chênes et de hêtres.
Les dalles du château de Tong sont utilisées pour le pavage du monument aux morts en plein air construit en 1920 dans le village voisin d'Albrighton.
Le château de Tong est un site classé Grade II pour son intérêt architectural ou historique particulier. Le château de Tong est inscrit pour la première fois le 29 août 1984.